# شهرداری برج بحری

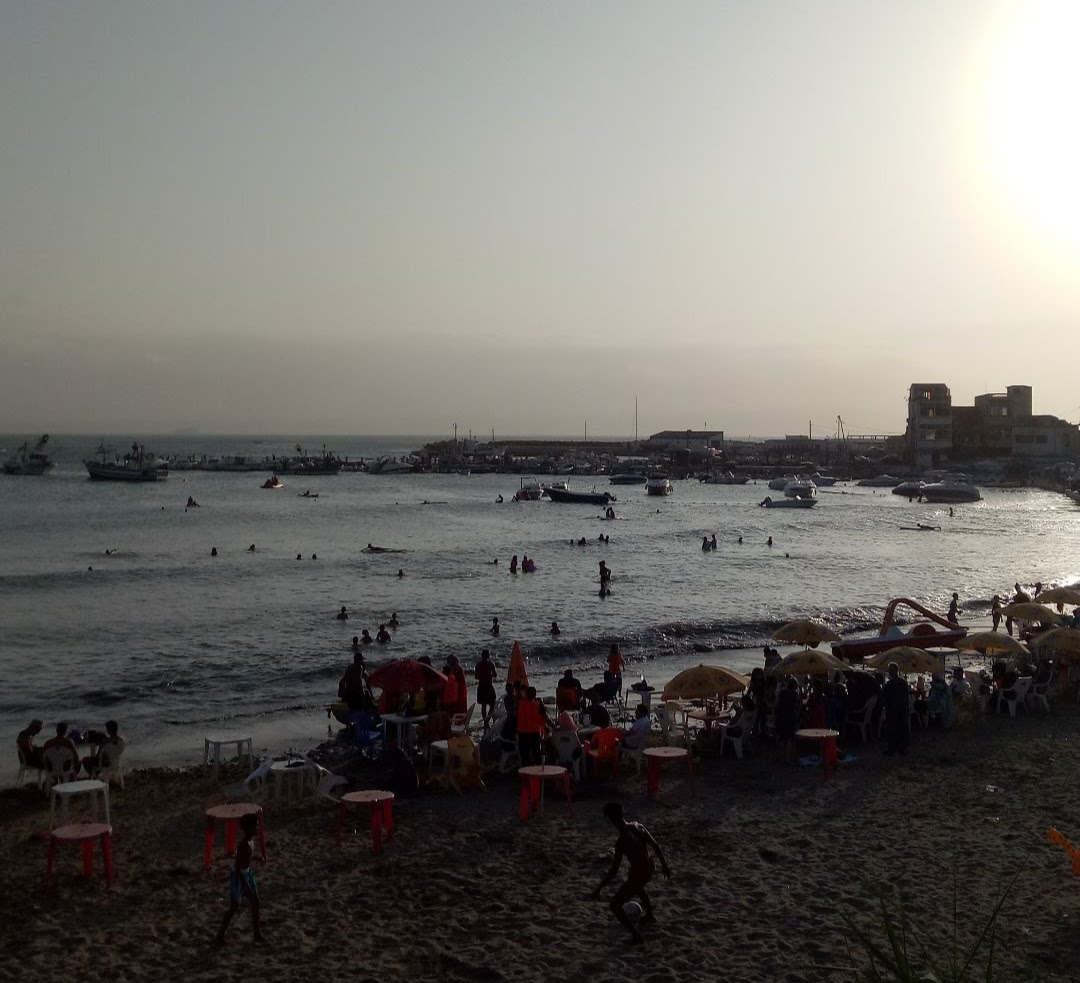
نمایی از دریای مدیترانه که از برج البحری دیده می شود.

شهرداری برج بحری (به عربی: بلدية برج البحري) یک شهرداری در الجزایر است که در استان الجزیره واقع شده‌است. شهرداری برج بحری ۲۷٬۹۰۰ نفر جمعیت دارد.